# Куценко, Дмитрий Александрович
Дми́трий Алекса́ндрович Куце́нко (укр. Дмитро Олександрович Куценко) — украинский военнослужащий, младший сержант, участник российско-украинской войны. Герой Украины (2024).

## Биография
С 2014 года принимал участие в АТО на востоке Украины в составе добровольческих батальонов. Служил по контракту в Вооружённых силах Украины в период с 2015 по 2027 годы, а также с 2019 по 2023 годы.
Во время российского вторжения в Украину служил в составе 93-й отдельной механизированной бригады «Холодный Яр». В начале вторжения находился в районе Ахтырки, где в составе 1-й механизированной роты участвовал в боях против российских войск, уничтожив значительное количество живой силы и техники противника, а также захватив вражескую технику.
В конце марта 2022 года его подразделение участвовало в обороне города Изюм в Харьковской области. Позднее принимал участие в боях за Бахмут. Утром 24 марта 2023 года в Бахмуте попал под авиаудар, в результате которого обрушилось здание, где находился Дмитрий с товарищами. Он провёл под завалами 33 часа, после чего был спасён. В результате полученных травм потерял обе ноги.

## Награды
- Звание «Герой Украины» с удостоением ордена «Золотая Звезда» (24 февраля 2024) — за личное мужество и героизм, проявленные в защите государственного суверенитета и территориальной целостности Украины, верность военной присяге[1].
- Орден «За мужество» III степени (24 марта 2023) — за личное мужество и самоотверженные действия, проявленные в защите государственного суверенитета и территориальной целостности Украины, верность военной присяге[2].